# Manggetu Dawo’er Zu (sockenhuvudort i Kina, Heilongjiang Sheng, lat 47,78, long 124,14)
Manggetu Dawo'er Zu (kinesiska: 莽格吐达斡尔族, 莽格吐达斡尔族乡) är en sockenhuvudort i Kina. Den ligger i provinsen Heilongjiang, i den nordöstra delen av landet, omkring 300 kilometer nordväst om provinshuvudstaden Harbin. Antalet invånare är 7 165. Befolkningen består av 3 488 kvinnor och 3 677 män. Barn under 15 år utgör 15,0 %, vuxna 15-64 år 78 %, och äldre över 65 år 5,0 %.
Runt Manggetu Dawo'er Zu är det ganska tätbefolkat, med 185 invånare per kvadratkilometer. Närmaste större samhälle är Jubao, 12,9 km norr om Manggetu Dawo'er Zu. Trakten runt Manggetu Dawo'er Zu består till största delen av jordbruksmark.
Genomsnittlig årsnederbörd är 700 millimeter. Den regnigaste månaden är juli, med i genomsnitt 211 mm nederbörd, och den torraste är januari, med 7 mm nederbörd.